# عبرانيون

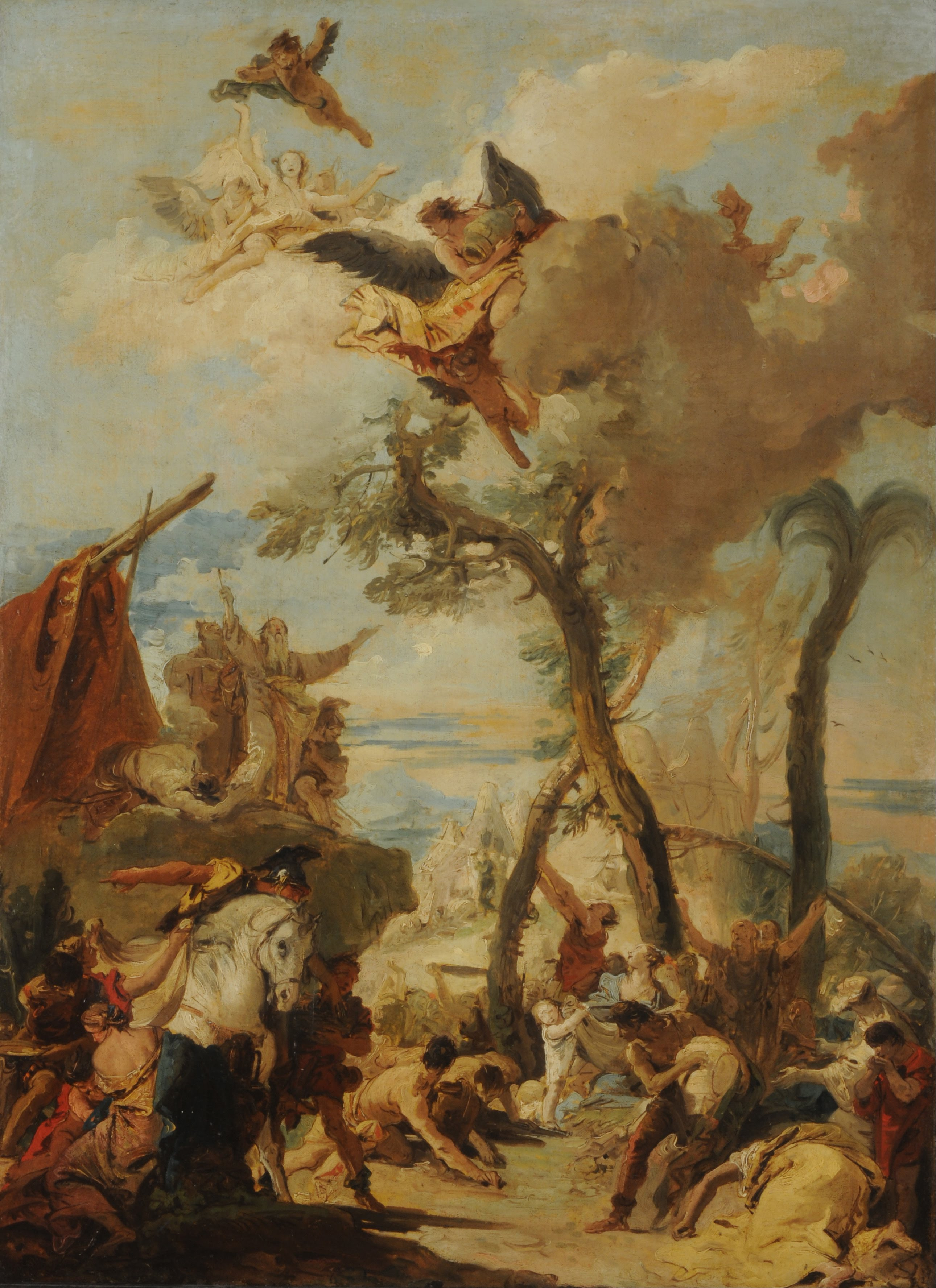

العِبْرانيون (بالعبرية: עברים أو עבריים) اسم يُطلق في الغالب على شعب ساميّ يتحدث اللغة العبرية خاصة في حِقْبة ما قبل الملكية، عندما كانوا لا يزالون بدوًا رُحَّلًا. ويشير إلى مجموعات أُخرى قديمة مثل الشاسو، وهم ساميون تحدثوا لغة البدو الرحَّل وانتشروا في المِنطقة الممتدَّة بين عسقلان ومرج ابن عامر وشبه جزيرة سيناء في نهاية العصر البرونزي. ولا يشير الاسم إلى عِرق معيَّن، وقد ذُكر 34 مرَّة في 32 آية من الكتاب المقدَّس العِبري.

## أصل التسمية
لا يزال أصل مصطلح «عبرانيين» مجهولًا، ويدور حول تسميتهم جدلٌ واختلاف كبير. في تناخ (الكتاب المقدس العبري) نجد مصطلح (עברי) (باللغة العربية: اڤري) الذي يعني «اجتياز» أو «عبور» صيغته في الجمع (اڤريم) ومنه يرجع البعض سبب تسميتهم بالعبرانيين إلى أنهم هاجروا وعبروا (كما هاجر إبراهيم) من العراق وما حوله إلى فلسطين وإلى صحراء الشام عابرين للأنهار ولنهر الأردن خاصَّة. أو لأنهم عبروا مع النبي موسى البحر.
كما نسب البعض أصل تسميتهم بالعبرانيين إلى النبي «عابر» (بالعبرية: עבר) بن شالح (بالعبرية: שלח) بن أرفخشذ (بالعبرية: ארפכשד) بن سام (بالعبرية: שם) بن نوح (بالعبرية: נח) المذكور في تناخ.

## العبرانيون والإسرائيليون
في تناخ، عادة ما يستخدم مصطلح «العبراني» من قبل الأجانب (أي المصريين) عند التحدث عن بني إسرائيل وأحيانًا يستخدمه بنو إسرائيل عند التحدث عن أنفسهم إلى الأجانب.
في سفر التكوين (11: 16-26) يوصف إبراهيم على أنه من سلالة عابر، التي يدَّعي بعض الكتاب أن التسمية «العبرانيين» مشتقة منها. وفي سفر التكوين (14:13)، وُصِف إبراهيم بأنه «أبرام العبراني».
حسب القرآن الكريم وتناخ فإن بني إسرائيل هم شعب من ذرية يعقوب بن إسحاق بن إبراهيم من نسل النبي عابر (النبي هود) الذي يعد سلفًا وجدًّا لكثير من الشعوب بما، ومنهما بنو إسرائيل، والإسماعيليون، والإدوميون، والموآبيون، والعمونيون، والمدينيون، والعماليق، والقحطانيون.
وَفقًا للموسوعة اليهودية فإن مصطلحي «العبرانيين» و«إسرائيليين» يشيران لنفس الأشخاص ولهما نفس المعنى أي مترادفات، الا أن البروفيسور نداف نعمان وآخرون ينفون هذا الارتباط مشيرين إلى أن استخدام كلمة «العبرانيين» للإشارة إلى بني إسرائيل أمر نادر ولم يتم استخدامها الا في حالات استثنائية وغير مستقرة.

## العبرانيون واليهود
في العصر الروماني، استخدام لفظ «العبرانيين» للإشارة لليهود الذين تكلموا واستخدموا اللغة العبرية. كما استخدم للإشارة لليهود الذين تخلَّوا عن دينهم الأصلي واعتنقوا المسيحية فيما عُرف بالرسالة إلى العبرانيين.

## العبرانيون والكنعانيون
العلاقة بين كنية الكنعانيين والعبرانيين محل جدل عميق بسبب حساسيتها الشديدة بالنسبة لليهود.[محل شك]

## العبرانيون والحركة الصهيونية
ابتداء من أواخر القرن التاسع عشر، أصبح مصطلح «العبرية» شائعًا بين الصهاينة العلمانيين. في هذا السياق، ألمحت الكلمة إلى تحوُّل اليهود من مجموعة دينية إلى مجموعة قومية علمانية قوية ومستقلة فيما سمي بالـ «اليهودي الجديد». انتهى هذا الاستخدام بعد تأسيس دولة إسرائيل، عندما استُبدال بكلمة «العبري»: «يهودي» أو «إسرائيلي».